# 유동 접촉 분해
유동 접촉 분해(FCC; Fluid Catalytic Cracking)는 중질제품에 비해 보다 많은 경질제품을 생산하기 위해 사용하는 반응이다. FCC 공정에 감압가스오일, 상압잔사유, 기타 중질유분 등에 공정에서 재순환되는 유체와 합쳐져 반응기에서 온도와 촉매/탄화수소의 비율 등을 조절하여 원하는 분해반응을 시킨 후, 주 증류탑에서 각 유분으로 분리시켜 후속 공정으로 보내지게 된다.
촉매화 분해 공정은 원유를 제품화하는 데 있어서 가장 중요한 분해공정이다. 원유를 높은 온도의 탄화수소 입자들을 좀 더 가치있는 휘발유나 에틸렌계 가스 등의 제품으로 만드는 데 널리 쓰이고 있다. 옥탄 비율이 높은 가솔린을 만들기 위해서, 원유 탄화수소의 분해는 실제로 거의 완벽히 촉매 분해로 변환되는 열분해를 이용한다. 또한, 열분해로 만드는 것보다 좀 더 가치있는 에틸렌계의 가스제품을 만든다.

## 같이 보기
- 크래킹 (화학)